# 奧斯汀與艾莉
《奧斯汀與艾莉》（英語：Austin & Ally）是迪士尼頻道推出的青少年情景喜劇，於2011年12月2日正式首播。本劇由《加油！桑妮》與《強納斯兄弟：洛城生活》的編劇兼製作凱文·寇普羅與西斯·賽佛特開創並身兼執行製作。

## 故事
奧斯汀·穆爾（Austin Moon）是一名住在邁阿密有著明星夢的男孩，有著明星架勢和歌喉。艾莉·道森（Ally Dawson）是一名內向的女孩，喜歡音樂創作，卻畏懼舞台。在一個偶然的契機下，歌手奧斯汀唱了艾莉的創作，開啟了兩人的合作生涯，艾莉於是開始替奧斯汀寫歌。兩人合組樂團，往自己的音樂夢邁進，一路上過關斬將發生了各種趣事。

### 分集介紹
| 季數 | 季數 | 集數 | 原始上映日期（美國時間） | 原始上映日期（美國時間） |
| 季數 | 季數 | 集數 | 首播                     | 季終                     |
| ---- | ---- | ---- | ------------------------ | ------------------------ |
|      | 1    | 19   | 2011年12月2日            | 2012年9月9日             |
|      | 2    | 26   | 2012年10月7日            | 2013年9月29日            |
|      | 3    | 22   | 2013年10月27日           | 2014年11月23日           |
|      | 4    | 20   | 2015年1月18日            | 2016年1月10日            |

#### 跨界作品
2012年11月，迪士尼頻道宣布本劇將與《小潔的保姆日記》共同演出一小時特別集，交叉集名稱是〈奧斯汀與小潔與艾莉：眾星過新年〉（Austin & Jessie & Ally All Star New Year）。該集上映時間為2012年12月7日。詳見第2季第6集與《小潔的保姆日記》第2季第6集。

#### 相關客串
2015年10月2日，羅斯與蘿拉分別以本劇角色奧斯汀與艾莉客串了迪士尼另一人氣影集《女孩看世界》第2季第18集〈女孩看恐怖世界2〉。

## 卡司

### 主要人物
- 羅斯·林奇 飾演 奧斯汀·莫妮卡·穆爾（台）、奧斯汀·穆恩（中）（Austin Monica Moon）

會多種樂器且有舞蹈才能的歌手，因在網路影片上唱了艾莉的創作而開始有名氣，而後和艾莉成為音樂事業夥伴以及最好的朋友，對艾莉總是非常關心。第一季後段得到唱片公司老闆吉米的賞識發行了第一張專輯。第二季中確認對艾莉的好感而有過短暫戀愛關係，隨後因害怕影響彼此的友情及事業而選擇分手。第二季結尾開始個人首次全國巡迴演唱，同時也是與艾莉相識後最久的離別。第三季又與艾莉復合，並不顧吉米的阻止，在頒獎典禮上公開宣布兩人的關係而遭吉米冷凍。第四季與艾莉將「音爆」重新裝潢成音樂學院「A & A音樂工坊」，並終於說服吉米使其重新站上舞台。最後與艾莉組成雙人組並在日後〈完結篇〉結尾結婚生子。
個人特質：自信、熱愛舞台、孩子氣、有點缺乏常識（尤其是地理）
興趣：音樂、僵屍星人電影、塗色本、玩艾莉家的樂器
- 蘿拉·馬拉諾 飾演 艾莉·愛歌·道森（台）、艾丽·道森（中）（Ally Edgar Dawson）

有音樂夢想的少女，創作型歌手，在父親開設的樂器行「音爆」（Sonic Boom，台版第15集提及全名為「音樂爆點」）工作。因有舞台恐懼症，所以無法上台演出，原本很不滿奧斯汀唱了她的創作，但之後被奧斯汀的坦白瞭解他跟自己處境相同（雙方爸爸都說音樂是浪費時間）而打動成為音樂上的夥伴。主要負責作曲，將奧斯汀視為創作靈感來源，常常與奧斯汀一起討論歌曲創作。第二季中因為母親與奧斯汀的鼓勵突破心魔登台演唱，同時確認對奧斯汀的好感而有過短暫戀愛關係，隨後因害怕影響彼此的友情及事業而選擇分手。第二季尾聲得到唱片合約，但也因此無法參與奧斯汀的首次全國巡迴。第三季與奧斯汀復合，事業也如日中天。第四季與奧斯汀將音爆重新裝潢成音樂學院「A & A音樂工坊」。最後與奧斯汀組成雙人組，並在日後〈完結篇〉結尾結婚生子。
生日：11月29日
個人特質：熱愛知識、注重規則、非常不會跳舞、愛說冷笑話、冷場、心腸軟、有時候會得意忘形
興趣：音樂、看書、默片、看雲、手工藝
- 芮妮·羅德里格茲 飾演 小婷·德·拉·羅莎（Trish De la Rosa）

艾莉無話不說的死黨，在各種工作都待不久，但也輕易就能找到新工作。後來成為奧斯汀與艾莉的經紀人，這也是她唯一在乎的工作。與戴茲是常常互相欺負的詭異朋友關係。第三季認識目前的男友傑斯，一個很喜歡小婷壞個性的運動員。於第四季，因遠距離而和傑斯分手，並在成年後成為演員並與強哥結婚。
個人特質：嘴巴很壞、工作態度惡劣、對艾莉說的話常常沒認真聽（但艾莉首次坦承對奧斯汀的感情時並沒有錯過）
興趣：僵屍星人電影
- 凱隆·沃西 飾演 戴茲·哈特菲尔德·韋德（Dez Hatfield Wade）

奧斯汀從小的死黨，常常一起行動。夢想成為導演，專責奧斯汀相關影片的製作與發佈，與小婷是常常互相欺負的詭異朋友關係。第一季中以奧斯汀為男主角製作了從小夢想的電影「Claws Dun Dun Dun」。第二季導演了奧斯汀全國排名第一的MV，片中女主角琦菈（Kira）的介入，使得奧斯汀與艾莉重新審視兩人的關係，而戴茲則一直都是兩人戀愛關係的支持者。第三季第9集認識目前女友嘉莉，一個與戴茲一樣古怪的女孩；第14集揭露是籃球員德文·韋德的表弟。第三季末與嘉莉搬去洛杉磯，第四季初分手並回到邁阿密。後來發現和嘉莉誤會了彼此的話，實際上兩人根本並未正式分手便復合，並在成年後成為導演，與嘉莉結為連理。
個人特質：
在四人的談話中常常會抓錯重點，甚至還白目地講出不該講的話。
非常害怕沒有人和他一起玩。
自稱「The Love Whisperer」（愛情私語者，台譯「愛情悄悄大師」），通常搭配奧斯汀的吐嘈「No one calls you that.」（沒人這樣叫你）。
當導演的時候會變得很暴躁。
興趣：僵屍星人電影（第六集除外）、愛情電影、吃奇怪的東西、玩艾莉家的樂器、唱奧斯汀與艾莉的歌、踢踏舞。

### 常設人物
- 柯爾·山德（英语：Cole Sand） 飾演 尼爾森·斯塔爾（Nelson Starr）

是個行為怪異小男孩，同時是艾莉音樂課的學生，他經常搞錯別人的意思，發現搞錯後會說「Aw, nartz！」（台譯:噢，討厭！），後來喜歡上梅根。
- 安迪·麥爾德（英语：Andy Milder） 飾演 雷斯特·道森（Lester Dawson）（第1–4季）

艾莉父親，「音爆」樂器行老闆，但為人小氣，有時候會買一些便宜貨。喜歡畫《長頸鹿做人事》系列畫作。第四季因樂器行生意不如以往，而讓奧斯汀與艾莉將樂器行改成音樂學院「A & A音樂工坊」。
- 理查·懷登（Richard Whiten） 飾演 吉米·斯塔爾（Jimmy Starr）（第1–4季）

「斯塔爾唱片」(Starr Records)老闆，簽下奧斯汀，並且是琦菈父親。
- 雅布莉·K·米勒（Aubrey K. Miller） 飾演 梅根·希姆斯（Megan Simms）（第2季）

年僅10歲，是《花豹雜誌》(Cheetah Beat Magazine)著名攝影師與記者，會報導奧斯丁與艾莉的消息。
- 約翰·韓森（英语：John Henson） 飾演 麥克·穆爾（Mike Moon）（第1–4季）

奧斯汀父親，與妻子咪咪經營著「穆爾床墊王國」，對床墊歷史了解的非常透徹。
- 吉兒·班傑明（Jill Benjamin） 飾演 咪咪·穆爾（Mimi Moon）

奧斯汀母親，曾是手部模特兒，現與丈夫經營著「穆爾床墊王國」。
- 茱莉亞·坎貝爾（英语：Julia Campbell） 飾演 潘妮·道森（Penny Dawson）

艾莉母親，雷斯特前妻，為生物學家，在非洲研究大猩猩，所以並不常回來。
- 科蕾西·克萊門斯（英语：Kiersey Clemons） 飾演 琦菈·斯塔爾（Kira Starr）

吉米·斯塔爾女兒，奧斯汀前女友。曾因口臭問題讓奧斯汀等人有點困擾，但是之後已經改善。
- 崔佛·傑克森（英语：Trevor Jackson） 飾演 崔特（Trent）（第2季）

為了成為奧斯汀的舞者才與小婷交往，後來為了成名而偷了奧斯汀與艾莉的歌，一夕爆紅，成了奧斯汀等人的敵人。
- 約翰·保羅·格林（John Paul Green） 飾演 強哥·麥可寇伊（Chuck McCoy）（第2–4季）

一個矮小的男子，常常與戴茲比較，算是他的世仇，不過曾經與戴茲的妹妹蒂蒂(Didi)約過會。
- 諾亞·山特奈爾 飾演 達拉斯（Dallas）（第1季）

艾莉第一季心儀對象，在手機配件花車工作。
- 艾希莉·芬克（英语：Ashley Fink） 飾演 明蒂（Mindy）（第1季）

台譯梅蒂，第一季出現的音樂餐廳(The Melody Diner)中的經理，身材極度肥胖且個性強勢霸道。喜歡戴茲，不過諸多行徑皆讓他極度避之惟恐不及。
- 凱莉·威普勒（Carrie Wampler） 飾演 布魯克（Brooke）（第2–4季）

瘋狂熱愛奧斯汀的女生，曾經與他約會過兩次，但因過度迷戀奧斯汀，因此令他有點困擾。
- 麥蒂森·麥克米倫（Madison McMillin） 飾演 歐洲超模（European Supermodel）（第2季）

曾被小婷雇來假裝是奧斯汀女友。初期無論對方講任何話題皆只會帶口音講一句話：「我的男朋友是奧斯汀穆爾～」（台版音調較輕，像外國人說國語）並曾引起琦菈誤解，後來奧斯汀還曾教他講國語
- 莎蒂亞·阿莉卡·艾卡羅娜（Saidah Arrika Ekulona） 飾演 法兒·克勞佛（Val Crawford）（第2季）

流浪貓組合(The Stray Kitties)經紀人兼製作人，曾經使計讓艾莉簽下不合理的合約，最後艾利等人想辦法解約。之後又在其他場合見過面，並且曾經控訴奧斯汀與艾莉剽竊她的歌曲。
- 羅斯·馬錢德（Russ Marchand） 飾演 傑特·迪利（Jett Deely）（第2–4季）

音樂節目主持人，經常會主持各種音樂類節目。
- 喬伊·洛利（Joe Rowley） 飾演 羅尼·雷蒙（Ronnie Ramone）（第2–3季）

簽下艾莉的唱片公司老闆，曾經禁止過艾利與奧斯丁合作（第3季第7集），但最後又同意。
- 卡絲蒂·安·薛佛（Cassidy Ann Shaffer） 飾演 琪米（Kimmy）（第2–4季）

學校啦啦隊隊長，個性相當活潑，即使是某些不順心的事情，她依然表現得非常開朗。
- 漢娜·凱特·瓊斯（Hannah Kat Jones） 飾演 嘉莉（Carrie）（第3–4季）

在商店街餐廳打工的怪異女孩，之後成為戴茲女友（第三季第9集）。在第三季最後跟隨家人搬到洛杉磯，而戴茲也跟隨自己。第四季發現和戴茲誤會了彼此的話，實際上兩人根本並未正式分手便復合。
- 卡麥隆·狄恩·史都華（英语：Cameron Deane Stewart） 飾演 傑斯（Jace）（第3季）

第三季時在奧斯丁巡迴演唱會途中認識的男孩，喜歡小婷真實個性。
- 卡麥隆·傑柏（英语：Cameron Jebo） 飾演 蓋文·榮葛（Gavin Young）（第3季）

著名鄉村歌手，在與艾莉合作後喜歡上她。
- 海莉·艾琳（英语：Hayley Erin） 飾演 佩柏（Piper）（第3季）

嘉莉姐姐，後與奧斯汀短暫交往，在得知奧斯汀仍喜歡艾莉後與他分手，並要他勇敢追愛。
- 羅曼·札拉戈薩（Román Zaragoza） 飾演 邁爾斯（Miles）（第3–4季）

奧斯汀等人的同學，講話總是很小聲。
- 金佳賢（Kahyun Kim） 飾演 孫熙（Sun-hee）（第3–4季）

韓國人，奧斯汀等人的同學，後成為強哥女友，不過兩人經常分分合合，艾莉等人很常誤解她說話的意思。
- 咪咪·柯克蘭（英语：Mimi Kirkland） 飾演 莉莉（Lily）（第4季）

A & A音樂工坊學員。
- 馬·馬（Mar Mar） 飾演 赫爾曼（Herman）（第4季）

A & A音樂工坊學員，棒球員。
- 伊薩克·普雷斯利（Isaak Presley） 飾演 麥克斯（Max）（第4季）

A & A音樂工坊學員。
- 絲凱樂·史戴克（Skylar Stecker） 飾演 蕾得莉·羅傑斯（Ridley Rogers）（第4季）

A & A音樂工坊學員，非常害怕番薯，後與吉米簽約。

## 開發與製作
本劇由尼克國際兒童頻道《歡笑時刻》與迪士尼頻道原創系列《加油！桑妮》與《強納斯兄弟：洛城生活》的編劇兼製作凱文·寇普羅與西斯·賽佛特共同開創並身兼執行製作。2011年2月中旬開始製作試播集，2011年5月24日，迪士尼宣布正式預訂本系列。起初預訂了13集，後追加至21集，但最終只播出19集。2011年10月，頻道釋出首支宣傳片。本劇首播集安排在迪士尼原創電影《我愛夏莉：瘋狂聖誕》後播出，並於2011年12月4日回歸周日檔期播出。
2012年3月11日，迪士尼宣布續訂第二季，6月正式展開製作。第二季於2012年10月7日首播，並於2013年2月製作完畢。
2013年4月2日，宣布續訂第三季，並於7月8日展開製作。第三季於2013年10月27日首播，於2014年1月24日完成製作。
2014年4月25日，迪士尼頻道官方Twitter向四名主演發問，對羅斯·林奇的提問：「一支標準的貝斯吉他有幾條絃？」、對蘿拉·馬拉諾的提問：「披頭四由幾名成員組成？」、對凱隆·沃西的提問：「一般的導演椅有幾隻腳？」、對芮妮·羅德里格茲的提問：「戴茲與小婷1到10億之中最喜歡的數字再乘以2是多少？」，其答案皆導向4這個數字，隨後正式宣布續訂第四季，並在10月13日開始進行製作，於2015年1月18日首播。
2015年2月6日，蘿拉·馬拉諾表示第四季為最終季。2015年4月24日，全劇正式殺青，並於2016年1月10日正式落幕，結束4年多的播出。
台灣於2012年9月3日開始每週一與週二晚間10點30分播出第一季；第二季則在2012年10月播出，2013年9月結束；第三季在2013年10月播出。2016年3月15日，台灣與香港迪士尼於凌晨1點12分正式首播第四季，而台灣方面並未安排中文配音。

## 獎項
| 年度 | 大獎               | 獎項                                             | 入圍                   | 結果 |
| ---- | ------------------ | ------------------------------------------------ | ---------------------- | ---- |
| 2013 | 兒童選擇獎         | 最喜愛電視男演員                                 | 羅斯·林奇              | 獲獎 |
| 2013 | 青年藝術家獎       | 影集類最佳演出獎－客串演出青年男演員（10歲以下） | 傑特·喬金斯邁爾        | 提名 |
| 2013 | 廣播迪士尼音樂獎   | 最佳音樂錄影帶－〈Heard It On The Radio〉        | 羅斯·林奇              | 獲獎 |
| 2013 | 形象獎             | 最佳年輕電視女演員                               | 芮妮·羅德里格茲        | 獲獎 |
| 2013 | 阿根廷兒童選擇獎   | 最佳國際電視節目                                 | 最佳國際電視節目       | 提名 |
| 2014 | 兒童選擇獎         | 最喜愛電視男演員                                 | 羅斯·林奇              | 獲獎 |
| 2014 | 青少年選擇獎       | 電視選擇獎－喜劇類影集                           | 電視選擇獎－喜劇類影集 | 提名 |
| 2014 | 青少年選擇獎       | 電視選擇獎－喜劇類男演員                         | 羅斯·林奇              | 獲獎 |
| 2014 | 青少年選擇獎       | 電視選擇獎－喜劇類女演員                         | 蘿拉·馬拉諾            | 提名 |
| 2014 | 墨西哥兒童選擇獎   | 國際節目獎                                       | 國際節目獎             | 提名 |
| 2015 | 奧提歐斯獎         | 兒童試播集與影集獎（真人）                       | 卡蘿·戈瓦瑟            | 提名 |
| 2015 | 兒童選擇獎         | 最喜愛兒童電視節目                               | 最喜愛兒童電視節目     | 獲獎 |
| 2015 | 兒童選擇獎         | 最喜愛電視男演員                                 | 羅斯·林奇              | 獲獎 |
| 2015 | 兒童選擇獎         | 最喜愛電視女演員                                 | 蘿拉·馬拉諾            | 獲獎 |
| 2015 | 墨西哥兒童選擇獎   | 國際節目獎                                       | 國際節目獎             | 獲獎 |
| 2015 | 青少年選擇獎       | 電視選擇獎：喜劇類                               | 電視選擇獎：喜劇類     | 提名 |
| 2015 | 青少年選擇獎       | 電視選擇獎－喜劇類男演員                         | 羅斯·林奇              | 獲獎 |
| 2015 | 青少年選擇獎       | 夏季選擇獎－電視女演員                           | 蘿拉·馬拉諾            | 提名 |
| 2015 | 青少年選擇獎       | 電視選擇獎－最佳組合                             | 羅斯·林奇＆蘿拉·馬拉諾 | 提名 |
| 2015 | 形象獎             | 最佳電視女配角獎                                 | 芮妮·羅德里格茲        | 提名 |
| 2015 | 哥倫比亞兒童選擇獎 | 國際節目獎                                       | 國際節目獎             | 獲獎 |
| 2015 | 我的尼克獎         | 喜愛電視節目                                     | 喜愛電視節目           | 獲獎 |
| 2015 | 阿根廷兒童選擇獎   | 最佳國際電視節目                                 | 最佳國際電視節目       | 獲獎 |
| 2016 | 奧提歐斯獎         | 兒童試播集與影集獎（真人）                       | 卡蘿·戈瓦瑟            | 提名 |
| 2016 | 兒童選擇獎         | 最喜愛兒童電視節目                               | 最喜愛兒童電視節目     | 提名 |
| 2016 | 兒童選擇獎         | 最喜愛電視男演員－兒童節目                       | 羅斯·林奇              | 獲獎 |
| 2016 | 兒童選擇獎         | 最喜愛電視女演員－兒童節目                       | 蘿拉·馬拉諾            | 提名 |
| 2016 | 青少年選擇獎       | 電視選擇獎：喜劇類                               | 電視選擇獎：喜劇類     | 提名 |
| 2016 | 青少年選擇獎       | 電視選擇獎－喜劇類男演員                         | 羅斯·林奇              | 獲獎 |
| 2016 | 青少年選擇獎       | 電視選擇獎－喜劇類女演員                         | 蘿拉·馬拉諾            | 提名 |
| 2016 | 形象獎             | 最佳女配角獎－電視類                             | 芮妮·羅德里格茲        | 提名 |

## 注解
1. ↑  前三季由羅斯·林奇獨自主唱，第四季與蘿拉·馬拉諾聯合主唱。
2. ↑  本曲歌名並未完整出現在歌詞中所以無法得知確切意思，而最接近的只有倒數第二句其中的‘Do it without’。台版翻「不會繼續」/中版網路字幕組翻「你不可或缺」。
3. 1 2  . Disney Channel. 2011-11-01  [2012-09-07]. （原始内容存档于2013-07-28）.
4. ↑  . Disney Channel MediaNet. disneychannelmedianet.com.   [2012-11-13]. （原始内容存档于2020-06-18）.
5. ↑  . 迪士尼頻道. 2011-10-24  [2012-09-07]. （原始内容存档于2012-09-25）.
6. ↑  Ng, Philiana. . 好萊塢報導 (普羅米修斯環球媒體). 2012-03-11  [2012-03-12]. （原始内容存档于2012-03-12）.
7. ↑  .[永久]
8. ↑  .   [2015-01-11]. （原始内容存档于2014-10-18）.
9. ↑  Amy Crooks. . Dis411. 2014-01-25  [2014-05-23]. （原始内容存档于2019-04-20）.
10. ↑  .   [2014-05-13]. （原始内容存档于2015-12-31）.
11. ↑  .   [2014-05-13]. （原始内容存档于2016-08-10）.
12. ↑  .   [2014-05-13]. （原始内容存档于2016-03-10）.
13. ↑  .   [2014-05-13]. （原始内容存档于2016-06-04）.
14. ↑  Miller, Victoria. . Yahoo TV. 2014-04-25  [2014-04-25]. （原始内容存档于2014-07-09）.
15. ↑  . 電視指南.   [2015-01-11]. （原始内容存档于2015-01-10）.
16. ↑  . TVLine.   [2015-02-07]. （原始内容存档于2021-02-27）.
17. ↑  Wagmeister, Elizabeth. . Variety. 2016-01-08  [2016-01-10]. （原始内容存档于2016-01-09）.

## 外部連結
- 官方网站（英文）
- 官方網站（繁體中文）
- 互联网电影数据库（IMDb）上《奧斯汀與艾莉》的资料（英文）
- 製作公司官方網站（英文）